# Josip Manolić
Josip Manolić (ur. 22 marca 1920 w Kalinovacu, zm. 15 kwietnia 2024) – chorwacki polityk, działacz komunistyczny i funkcjonariusz policji, premier Chorwacji w latach 1990–1991.

## Życiorys
W wieku 18 lat dołączył do Związku Młodzieży Komunistycznej Jugosławii (SKOJ), młodzieżówki Związku Komunistów Jugosławii, a rok później uzyskał członkostwo w partii. Pracował w związku zawodowym URS jako wiceprzewodniczący sekcji przemysłu skórzanego. Podczas II wojny światowej za swoją działalność został aresztowany w mieście Nova Gradiška, po zwolnieniu przyłączył się do partyzantki Josipa Broz Tity. Był partyjnym agitatorem i sekretarzem SKOJ do spraw organizacyjnych.
W 1944 został członkiem władz partii komunistycznej w Bjelovarze, następnie funkcjonariuszem jugosłowiańskiej bezpieki OZNA (naczelnikiem wydziału zajmującego się sprawami wewnętrznymi). W 2011 chorwacki resort spraw wewnętrznych podał, że ze zgromadzonych dowodów wynika, iż w tym czasie Josip Manolić wydał rozkaz zamordowania 120 więźniów, jak również osobiście dokonywał rozstrzeliwań. Od 1946 pracował w tajnej policji UDBA. W 1960 ukończył studia prawnicze na Uniwersytecie w Zagrzebiu, w tym samym roku został szefem policji w Zagrzebiu. W 1965 i 1969 przydzielano mu mandat posła do parlamentu Socjalistycznej Republiki Chorwacji.
Utracił stanowiska polityczne po upadku Chorwackiej Wiosny i został przeniesiony na emeryturę. Nawiązał znajomość z Franjem Tuđmanem, został jednym z jego najbliższych współpracowników, a w 1989 współzałożycielem Chorwackiej Wspólnoty Demokratycznej.
24 sierpnia 1990 został desygnowany na premiera po dymisji Stjepana Mesicia, który przeszedł do Prezydium Jugosławii. Urząd ten sprawował do 17 lipca 1991. Jego gabinet rozpoczął proces wychodzenia Chorwacji ze struktur Socjalistycznej Federacyjnej Republiki Jugosławii, który zakończyła się ogłoszeniem 25 czerwca 1991 deklaracji niepodległości. Zbiegła się ona z rebelią Serbów zamieszkujących należącą do Chorwacji Krajinę i następnie z wybuchem wojny. Pozostał w administracji państwowej, w latach 1993–1994 przewodniczył istniejącej wówczas wyższej izbie chorwackiego parlamentu. Po konflikcie z prezydentem Franjem Tuđmanem i nieudaną próbą przejęcia władzy opuścił HDZ, w połowie lat 90. był przewodniczącym partii Hrvatski nezavisni demokrati, której nie udało się uzyskać parlamentarnej reprezentacji.